# Brachygalea albida
Brachygalea albida är en fjärilsart som beskrevs av George Francis Hampson 1918. Brachygalea albida ingår i släktet Brachygalea och familjen nattflyn. Inga underarter finns listade i Catalogue of Life.